# Christian Vázquez
Christian Rafael Vázquez (Bayamón, 21 agosto 1990) è un giocatore di baseball portoricano, ricevitore negli Houston Astros della Major League Baseball (MLB).

## Carriera

### Boston Red Sox
Vázquez fu selezionato nel nono turno del draft 2008 dai Boston Red Sox.
Debuttò nella MLB il 9 luglio 2014, al Fenway Park di Boston, contro i Chicago White Sox.
Nel 2015 dovette sottoporsi a un'operazione chirurgica, la cosiddetta Tommy John surgery, che lo costrinse a riposo per tutta la stagione. Tornato in campo viene assegnato per un breve periodo alle minor league con i Pawtucket Red Sox, prima di essere richiamato in prima squadra il 15 aprile 2016.

### Houston Astros
Il 1º agosto 2022 viene ceduto agli Houston Astros.

## Palmarès
- World Series: 1

Boston Red Sox: 2018